# Haverhill (Nuevo Hampshire)
Haverhill es un pueblo ubicado en el condado de Grafton en el estado estadounidense de Nuevo Hampshire. En el Censo de 2020 tenía una población de 4,585 habitantes, En el Censo de 2010 tenía una población de 4.697 habitantes y una densidad poblacional de 34,8 personas por km².

## Geografía
Haverhill se encuentra ubicado en las coordenadas 44°4′35″N 71°59′32″O / 44.07639, -71.99222. Según la Oficina del Censo de los Estados Unidos, Haverhill tiene una superficie total de 134.96 km², de la cual 132.06 km² corresponden a tierra firme y (2.15%) 2.9 km² es agua.

## Demografía
Según el censo de 2020, había 4,585 personas residiendo en Haverhill. Según el censo de 2010, había 4.697 personas residiendo en Haverhill. La densidad de población era de 34,8 hab./km². De los 4.697 habitantes, Haverhill estaba compuesto por el 96.74% blancos, el 0.43% eran afroamericanos, el 0.36% eran amerindios, el 0.89% eran asiáticos, el 0.06% eran isleños del Pacífico, el 0.34% eran de otras razas y el 1.17% pertenecían a dos o más razas. Del total de la población el 1.28% eran hispanos o latinos de cualquier raza.